# Manpower 4
 (août 2024).
Si vous disposez d'ouvrages ou d'articles de référence ou si vous connaissez des sites web de qualité traitant du thème abordé ici, merci de compléter l'article en donnant les références utiles à sa vérifiabilité et en les liant à la section « Notes et références ».

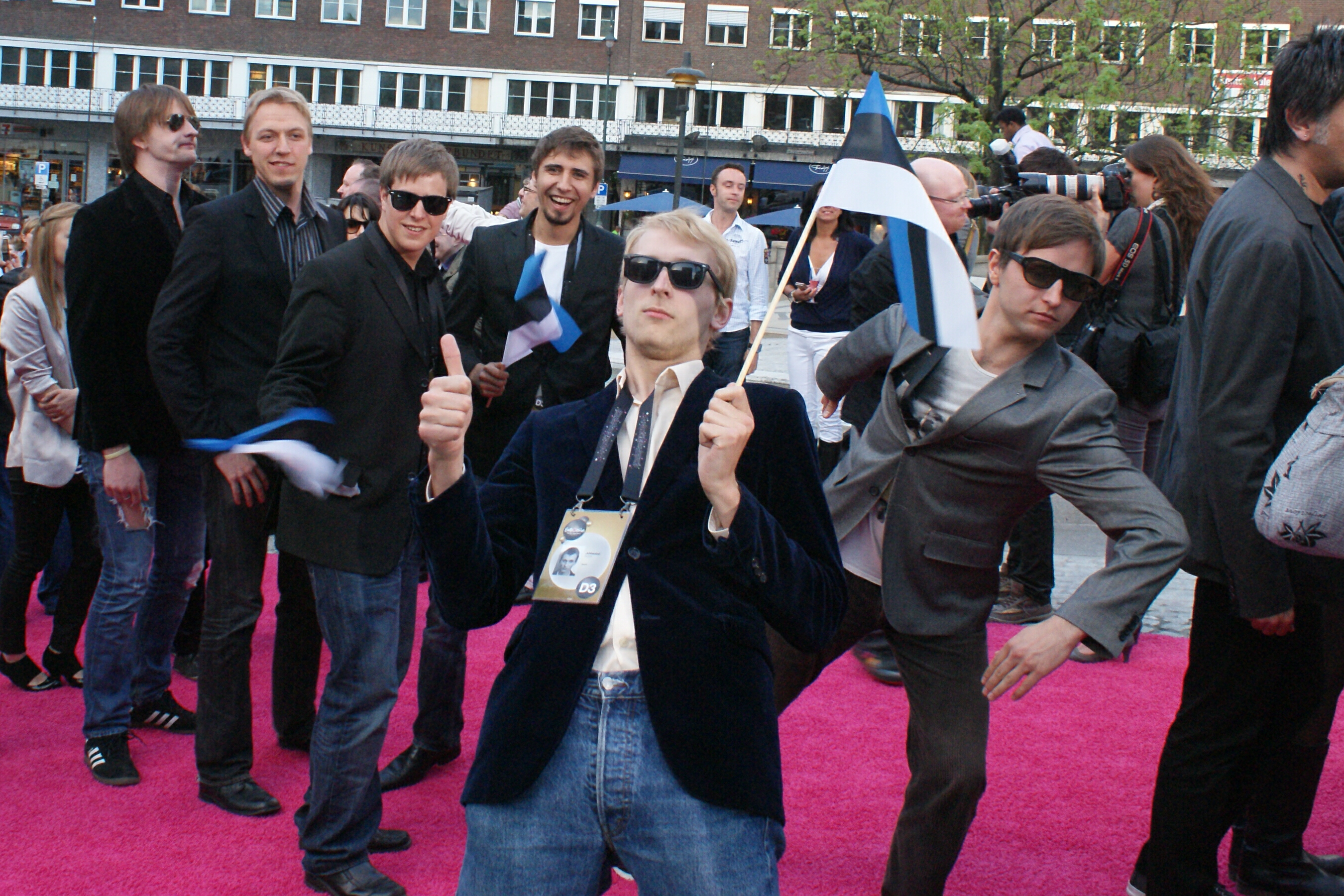
Malcolm Lincoln (2 à droite) et Manpower 4 (à gauche) à Oslo en mai 2010.

Manpower 4  est un groupe musical estonien.
Il a accompagné le duo Malcolm Lincoln pour représenter l'Estonie au Concours Eurovision de la chanson en 2010 avec la chanson Siren.